# Parantica crowleyi
Hổ Crowley (Parantica crowleyi) là một loài Nymphalidae|nymphalid bướm ngày trong phân họ Danainae. Nó được tìm thấy ở Brunei, Indonesia, and Malaysia.